# 迪爾帕克 (紐約州)
迪爾帕克（英語：Deer Park）是位於美國紐約州薩福克縣的普查規定居民點。

## 人口
根據2020年美國人口普查的數據，迪爾帕克的面積為15.99平方千米，當中陸地面積為15.98平方千米，而水域面積為0.01平方千米。當地共有人口28837人，而人口密度為每平方千米1,803.44人。